# Peschl Brauerei

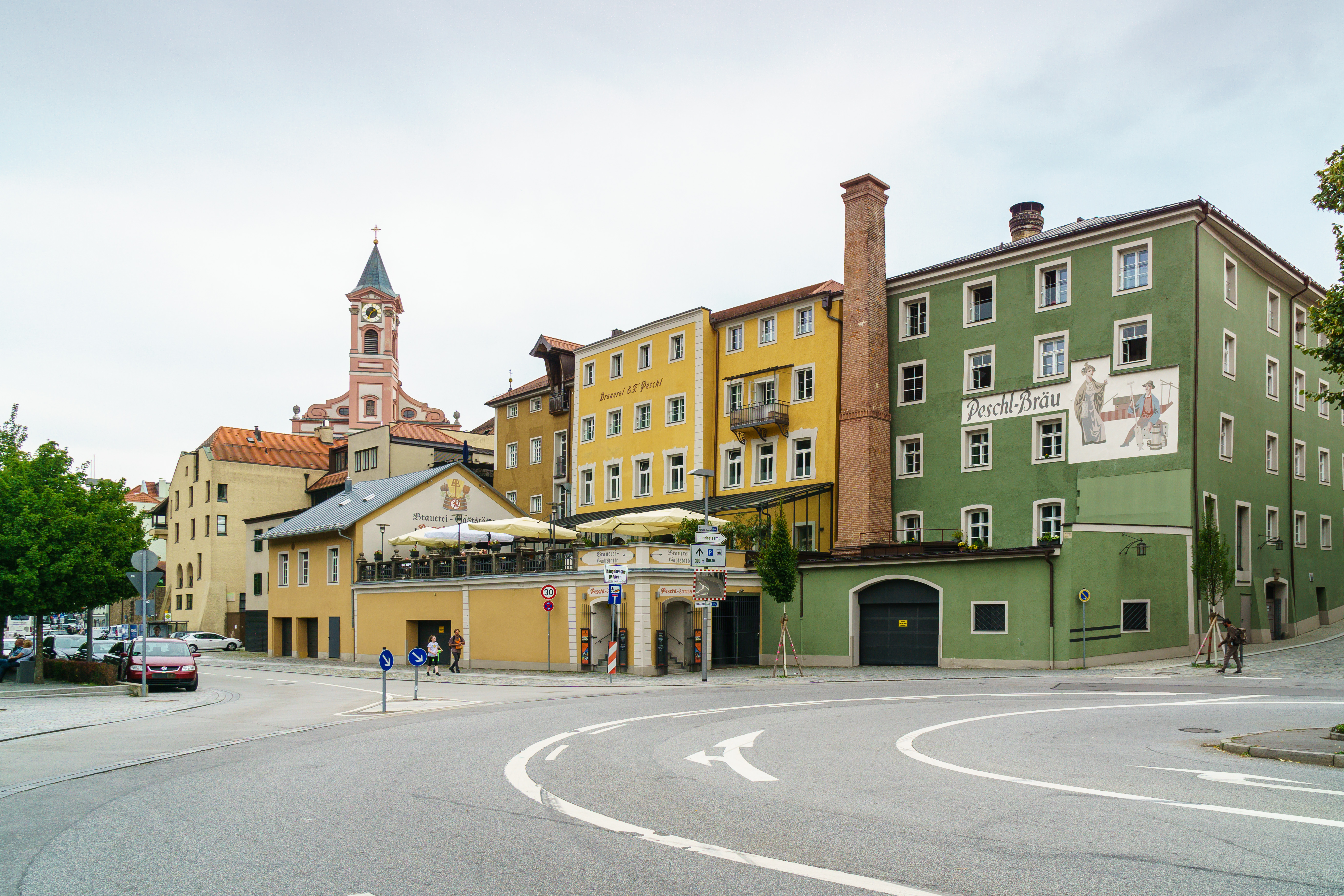
Frühere Brauereigebäude an der Donaulände (rechts und mittig) sowie die Gaststätte Peschl-Terrasse (mittig)

Die Peschl-Brauerei war eine Brauerei in der niederbayerischen Stadt Passau. Sie wurde 2008 von der Brauerei Aldersbach übernommen und existiert nur noch als Marke weiter.

## Geschichte
1259 wurde die Brauerei erstmals in den Büchern der Stadt Passau erwähnt. Sie war damit die sechste Brauerei in Deutschland und die erste in Stadt und Landkreis Passau.
1855 erfolgte der Verkauf der Brauerei an die Familie Peschl, in deren Besitz sie bis zum Ende 2008 blieb.
Der letzte ehemalige Brauereistandort (21.500 m², früher als Veranstaltungsort Peschl-Keller in Passau bekannt) wurde 2015 von der Düsseldorfer Gerchgroup gekauft. Nach mehren Eigentümerwechseln stand 2021 noch immer nicht mehr als ein Rohbau. 2022 wurden die Arbeiten am Wohnprojekt Peschl-Quartiere vollständig eingestellt. Eine Fertigstellung ist zum derzeitigen Zeitpunkt (Stand August 2024) nicht absehbar.
Heute existiert unter dem Markennamen in Passau noch die Brauerei-Gaststätte Peschl-Terrasse am ursprünglichen Brauerei-Standort in der Altstadt Passaus, an dem seinerzeit jahrhundertelang das Bier gebraut wurde. Die dortigen Gebäude sind in der Liste der Baudenkmäler in Passau aufgeführt.

## Ehemalige Produktpalette
Die zuletzt von Peschl gebrauten Biere waren Meistertrunk, Original 1855, Urhell, Festbier, Pils, Stephanus, Zwickelbier, Licht (Schankbier), Radler, Altbairisches Hefe-Weißbier, Dunkle Weisse und Leichte Weisse.